# Mekong

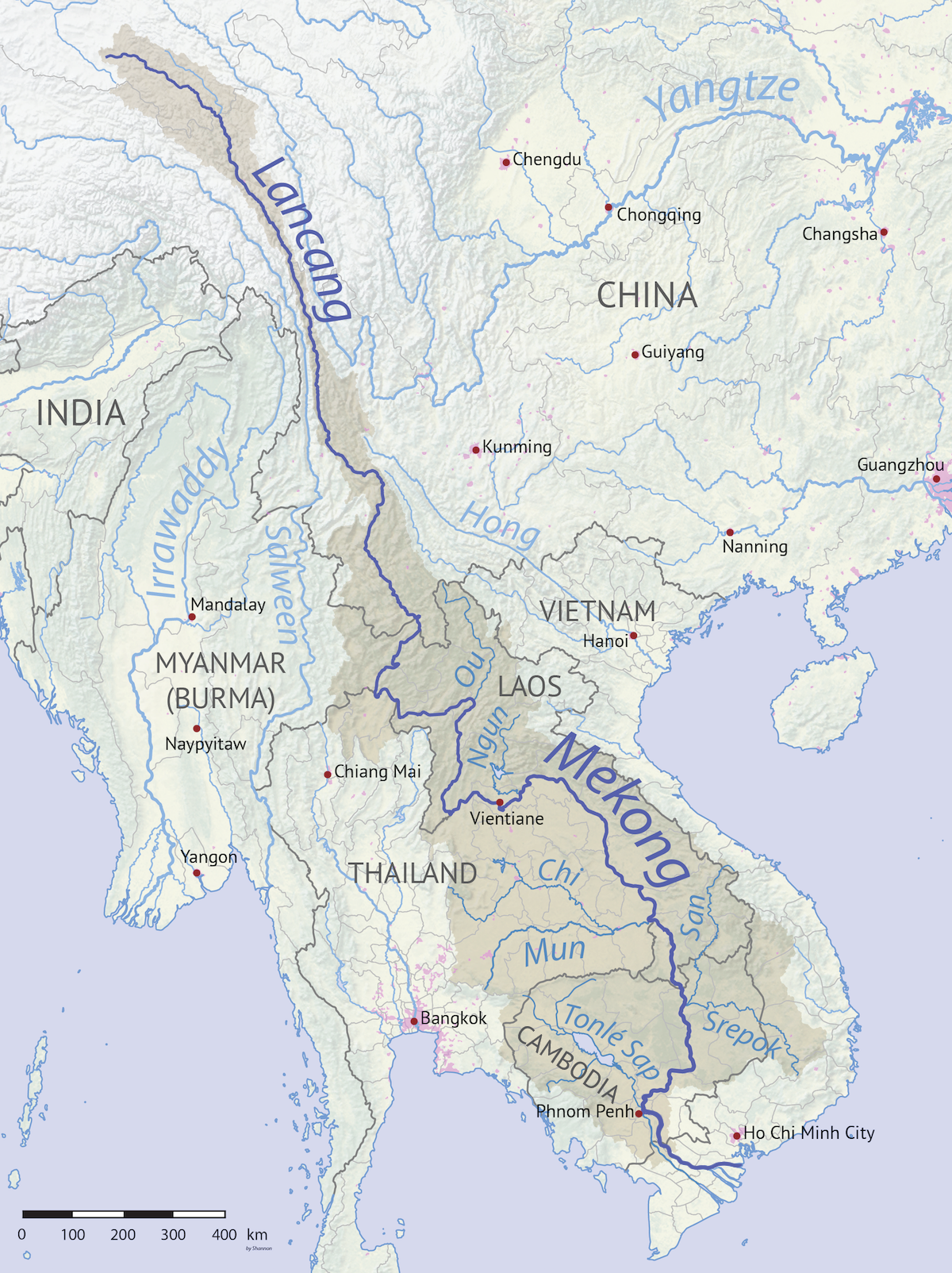

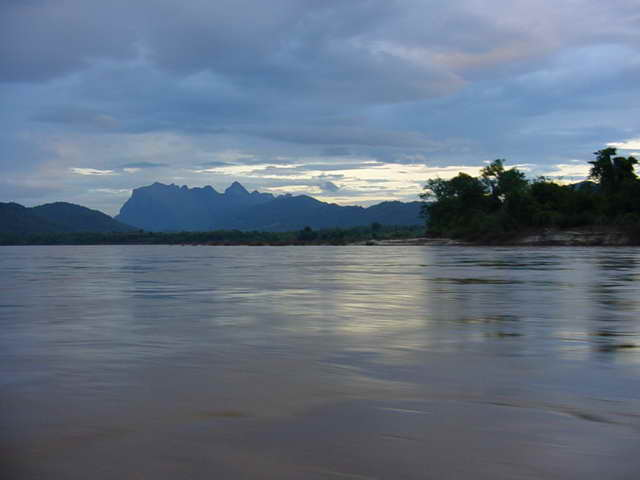
Fluviul Mekong

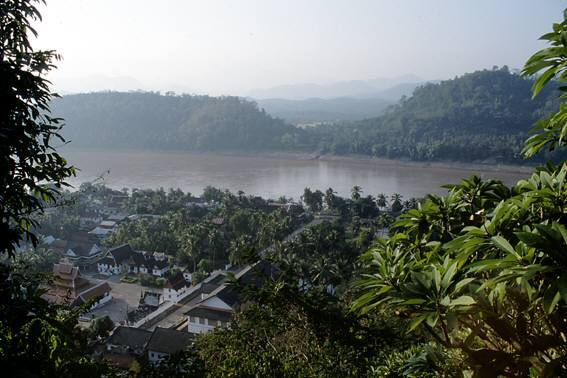
Luang Prabang

Mekong este cel mai lung fluviu din Asia de Sud-Est. Izvoarele sale se află în Munții Tangla (culmea Tanggula) din Podișul Tibet, la o înălțime de aproximativ 5.200 de metri. Părăsind teritoriul Chinei, Mekong marchează granița dintre Myanmar și Laos, și mai departe înspre sud, dintre Laos și Thailanda, iar apoi traversează Câmpia Cambodgiei, pentru a forma pe teritoriul Vietnamului o deltă întinsă prin care se varsă în Marea Chinei de Sud. Numele fluviului în vietnameză înseamnă: "râul celor nouă dragoni". Fluviul parcurge teritoriul următoarelor țări: China, Birmania, Laos, Thailanda, Cambodgia și Vietnam. Mekong este navigabil pe sectoare, în funcție de anotimp (în sezonul ploios până la Vientiane; 1.600 km).

## Statistică
- Lungime: 4.909 km
- Altitudinea la care se află situate izvoarele: 5.200 m
- Debitul anual al apei: 500 miliarde m³
- Debitul mediu al apei: 17.000 m³/sec.
- Debitul maxim al apei: 60.000 m³/sec.
- Bazinul râului: 810.000 km²
- Suprafața deltei: 40.000 km²

## Afluenți
- Se Kong
- Se San
- Mun
- Tonle Sap
- Nam Tha
- Nam Beng
- Nam Ou

## Orașe principale
- Pak Tha
- Luang Prabang
- Vientiane
- Savannakhet
- Phnom Penh
- Vinh Long
- My Tho
- Can Tho